# 米热伊·哲尔吉
米热伊·哲尔吉（匈牙利語：Mizsei György，1971年11月30日—），匈牙利男子拳击运动员。他曾代表匈牙利参加1992年和1996年夏季奥林匹克运动会拳击比赛，获得一枚铜牌。